# Hans Jürgen Schultz
Hans Jürgen Schultz (* 19. September 1928 in Hamburg; † 20. Mai 2012 in Baden-Baden) war ein deutscher Rundfunkjournalist.
Schultz war von 1970 bis 1991 Chefredakteur für Kultur beim Süddeutschen Rundfunk.
Er studierte Literatur, Kunstgeschichte und Evangelische Theologie an der Universität Hamburg. Er lebte seit 1955 in Stuttgart und war zunächst Lektor beim Kreuzverlag. Von 1957 bis 1962 arbeitete er als Redakteur beim SDR-Kirchenfunk. Schultz war Mitglied des PEN-Zentrums Deutschland.

## Werke (Auswahl)
- „Ich habe versucht, zu lieben.“ Porträts. Von Menschen, die Frieden dachten und Frieden machten: Martin Luther King, Dietrich Bonhoeffer, Reinhold Schneider, Albert Schweitzer. Quell, Stuttgart 1988, ISBN 3791820206 (Erstausgabe: Partisanen der Humanität; daraus gekürzt und aktualisiert).
- Christentum inkognito. Anmerkungen über die Zukunft der Kirche. In: Heinz Zahrnt / Axel Seeberg (Hrsg.), Abschied vom Christentum? Hamburg 1964, S. 191 ff.
- „Mein Judentum“. Herausgegeben von Hans Jürgen Schultz. Kreuz Verlag, Stuttgart / Berlin 1978. Es erzählen u. a. Jean Améry, Günther Anders, Ernst Simon, György Ligeti, Lily Pincus.